# Burhan Doğançay
Burhan C. Doğançay (Istanbul, 11 settembre 1929 – 16 gennaio 2013) è stato un artista turco naturalizzato statunitense, noto soprattutto per le opere realizzate nel corso di mezzo secolo in numerose città del mondo, che hanno come parte integrante i muri cittadini.

## Biografia
Burhan Doğançay, nato a Istanbul nel 1929, concluse la sua formazione artistica sotto la guida del padre, Adil Doğançay, e di Arif Kaptan, entrambi noti pittori turchi. Dopo aver completato gli studi di Legge ad Ankara si trasferì a Parigi. Qui frequentò corsi d'arte presso l'Académie de la Grande Chaumière e si iscrisse all'Università di Parigi, conseguendo un dottorato in economia. Dopo una breve carriera nel servizio diplomatico, che lo portò anche a visitare New York nel 1962, Doğançay nel 1964 decise di dedicarsi interamente all’arte e di spostare la sua residenza proprio in tale città. A metà degli anni ’70 iniziò a viaggiare mosso dal suo progetto "Walls of the World" e conobbe colei che sarebbe diventata sua moglie, Angela, in occasione del Ballo Ungherese all’Hotel Pierre di New York. Durante i suoi ultimi otto anni di vita, fino alla morte avvenuta nel 2013 all’età di 83 anni, Doğançay visse e lavorò dividendosi tra New York e Turgutreis, in Turchia.

## Arte
Sin dall’inizio degli anni ’60, Doğançay si era mostrato affascinato dai muri urbani, scegliendoli come motivo artistico. In essi vedeva una sorta di barometro della nostra società e di testamento storico; un riflesso delle emozioni dell’urbe, costretta ad opporre resistenza alla forza degli elementi e alle azioni umane. Parte dello spirito intrinseco dei suoi lavori suggerisce che nulla è come ci appare. L’arte di Doğançay è un’arte muraria e i suoi sono soggetti reali. Pertanto è difficile etichettarlo come artista astratto, nonostante a prima vista diverse sue opere sembrino esserlo. Doğançay ricrea i muri in diverse serie, lasciandosi guidare dalle porte, dai colori, dai tipi di graffiti o dagli oggetti che incorpora nei suoi lavori. Doğançay iniziò ad operare come semplice osservatore e archivista di muri, per poi passare rapidamente a permeare i suoi lavori di diverse idee, sentimenti ed emozioni. La sua una visione è andata continuamente ampliandosi, anche grazie all’apporto di contenuti e tecniche diverse.

## Muri Urbani (Walls of the World)
A metà degli anni '70, Dagancay iniziò quello che allora considerava il suo progetto secondario: fotografare i muri urbani di tutto il mondo. Queste fotografie, definite dallo stesso Doğançay "Walls of the World", costituiscono un archivio della nostra epoca e il germe da cui sarebbero poi nati i suoi dipinti, che sono in tutto e per tutto un documentario dell’era in cui viviamo. L’esecuzione metodica di Doğançay, la radicale autolimitazione tematica e l'ossessione di catturare ciò che più lo interessava possono essere paragonate a quelle di altri "documentaristi" come August Sander (ritratti) e Karl Blossledt (piante). Le sue immagini non sono semplici scatti ma segmentazioni elaborate di superfici, studi dettagliati di materiali, colori, strutture e luci, talvolta simili a monocromie per il loro radicale riduzionismo. Nel corso degli anni, questo progetto divenne sempre più importante e ricco di contenuti, arrivando dopo quaranta anni a raccogliere circa 30.000 immagini scattate in oltre 100 Paesi distribuiti nei cinque continenti.

## Riconoscimenti
Doğançay ha ricevuto diversi riconoscimenti. Tra i più degni di nota si ricorda il Premio alla Carriera, consegnatogli nel 1995 dal Presidente della Repubblica di Turchia.

## Doğançay Museum
Un’ampia parte dell’immenso opus di Doğançay e della sua evoluzione artistica fa parte dell’esposizione permanente del Doğançay Museum, il primo museo d’arte contemporanea della Turchia, ubicato nel quartiere di Beyoğlu di Istanbul dal 2004.

## Collezioni pubbliche (selezione)
Le opere di Doğançay arricchiscono numerose collezioni pubbliche tra cui quelle dei seguenti musei: il Metropolitan Museum of Art, il Guggenheim Museum e il MoMA di New York, il Cleveland Art Museum, il Dallas Museum of Art, il LACMA di Los Angeles, il Walker Art Center di Minneapolis, il Museum of Fine Arts di Boston, il British Museum di Londra, il MUMOK e l’Albertina di Vienna, la Pinakothek der Moderne di Baviera e il Centre Georges Pompidou di Parigi.
- 1964: Billboard, New York, The Solomon R. Guggenheim Museum
- 1964: Yankees and Beatles, London, Tate Modern
- 1965: Eddie, Vienna, Albertina
- 1966: Payn Window, Minneapolis, Walker Art Center
- 1969: Walls V, New York, MoMA
- 1975: White Cone & Shadow, Basel, Kunstmuseum
- 1977:  Sans titre, su Centre Pompidou, Paris. URL consultato il 18 agosto 2021 (archiviato dall'url originale il 14 agosto 2016).
- 1979: Ribbons, London, British Museum
- 1980: untitled, Bruxelles, Musées royaux des Beaux-Arts de Belgique
- 1982: Ribbon Mania, New York, The Metropolitan Museum of Art
- 1987: Magnificent Era, Istanbul, Istanbul Modern
- 1989: Neruda[collegamento interrotto], Stockholm, Moderna Museet
- 1989: Versace Man, Los Angeles, Los Angeles County Museum
- 1997: Garden of Eden, Munich, Pinakothek der Moderne
- 2008: Peace Partners, Cleveland, Cleveland Museum of Art
- 2009: Rising Star, Boston, Museum of Fine Arts

## Mercato dell'arte
Nel 2009, una delle sue opere, "Symphony in Blue" (1987), è stata venduta all’asta ad un prezzo record (US$ 1.7 milioni) per un artista turco ancora in vita. Insieme con le opere sorelle Magnificent Era (collezione dell’Istanbul Modern) e Mimar Sinan (collezione privata), Symphony in Blue è uno dei lavori più ampi ed espressivi in cui Doğançay affronta la storia della Turchia.